# Siège de Bayeux (1417)
Pour les articles homonymes, voir Siège de Bayeux.
Guerre de Cent Ans
Batailles
Le siège de Bayeux de 1417 est une opération militaire menée du 5 ou 6 septembre au 19 septembre 1417 par les forces anglaises, dirigées par Thomas de Lancastre, premier duc de Clarence, et soutenues par Humphrey de Lancastre, duc de Gloucester, contre la ville de Bayeux en Normandie, dans le cadre de la guerre de Cent Ans. Défendue par Gauluet (surnommé Gauluet), un loyaliste orléanais, la ville capitule rapidement après une résistance limitée, permettant à Henri V d’Angleterre de consolider sa conquête de la Normandie.

## Contexte
En 1417, la guerre de Cent Ans est marquée par la démence du roi de France Charles VI et les luttes internes entre les factions des Armagnacs (soutenant le dauphin Charles, futur Charles VII) et des Bourguignons. Profitant de cette faiblesse, Henri V d’Angleterre, décrit par le chroniqueur Jean Chartier comme un prince affable, juste, et discipliné, lance une campagne pour conquérir la Normandie. Il débarque le 1er août 1417 à l’embouchure de la Touques avec environ 47 000 hommes, prend Caen le 4 septembre et son château le 19 septembre après un siège intense,.
Bayeux, ville stratégique du Bessin, est un centre économique prospère (commerce de serges, cuirs, miel, parchemin, sel, chaux) et religieux, abritant l’évêché de Jean Langret,. Malgré l’héroïsme normand, marqué par la solidarité des villes, la défense est affaiblie, les garnisons étant retirées par le connétable d’Armagnac pour contrer les Bourguignons. Gauluet, chevalier orléanais et ancien sénéchal de Carcassonne, est chargé de défendre Bayeux, mais sa préparation est jugée insuffisante.

## Déroulement

### Arrivée des Anglais
Le siège de Bayeux commence le 5 ou 6 septembre 1417, après la chute de Caen,. Henri V, après avoir sécurisé Caen, envoie son frère Thomas de Lancastre, à la tête d’une armée de plusieurs milliers d’hommes, pour assiéger Bayeux, avec Humphrey de Lancastre, duc de Gloucester, chargé des négociations,. Henri V sécurise d’abord les châteaux environnants pour isoler Bayeux : 
- Creully, défendu par Guillaume de Vierville, capitule sans condition, ses domaines sont confisqués, et un sauf-conduit est accordé le 22 août 1418[2].
- Villiers-sur-Port, tenu par Raoul de Couvert et Thomas de Surayn, se rend le 2 septembre après un compromis avec le comte de Huntingdon[2].
- Tilly, défendu par Bardin Rimache, est pris par Jean Gray[2].

### Résistance
La défense de Bayeux, dirigée par Gauluet, est limitée, malgré l’héroïsme normand et la solidarité des villes,. Selon *La Geste des nobles françois*, Mornay abandonne la ville sans attendre un assaut majeur, probablement par peur des atrocités commises à Caen,. Les Anglais déploient de l’artillerie près de l’abbaye de Saint-Étienne, causant des dommages collatéraux, mais la résistance reste faible.

### Capitulation
Le 19 septembre 1417, Bayeux capitule sur la base d’un traité qui préserve les biens, franchises et privilèges des habitants. Un bref d’Henri V, daté du 17 septembre, garantit la protection des libertés locales, des possessions et des institutions religieuses, y compris l’hôpital et le clergé. Par courtoisie, les seigneurs français laissent aux Anglais des chevaux et charrettes pour évacuer les femmes nobles.

## Conséquences
La chute de Bayeux renforce la mainmise d’Henri V sur la Normandie, consolidant sa campagne de conquête. La ville est placée sous administration anglaise, avec Jean Popham nommé gouverneur du château et Jean d’Asheton comme bailli et sénéchal. Les officiers français sont dépossédés, mais ceux qui prêtent serment d’allégeance à Henri V conservent leurs propriétés. Les fiefs environnants, comme Creully, sont attribués à des chevaliers anglais tels que Heurtaux de Vauclos.
L’évêque de Bayeux, Jean Langret, favorable aux Anglais, est autorisé à recevoir les revenus de son diocèse, bien que trois évêques anglais reçoivent son hommage le 1er avril 1418. Le pape Martin V, par une lettre du 21 mars 1418, tente de protéger ses intérêts. Les dommages à l’abbaye de Saint-Étienne sont réparés par une subvention d’Henri VI d’Angleterre en 1426. Bayeux reste sous contrôle anglais jusqu’à sa reconquête par les Français en 1450.